# Sinònim complementari
En terminologia, un sinònim complementari (abreujat sin. compl.) és una forma secundària, és a dir, no considerada adequada sinó en alguns contextos particulars. Es troben assenyalats en diccionaris terminològics, en què es diferencien els termes preferents (inclosos els sinònims absoluts) de les formes secundàries, que inclouen sinònims complementaris, abreviacions i símbols. Es pot distingir entre sinònims complementaris plens i sinònims complementaris parcials.
Anteriorment, els manlleus implantats en l'ús sovint s'havien considerat sinònims complementaris de la forma adaptada, malgrat que no es consideressin adequats en cap context. Això va ser així en algunes obres terminològiques del TERMCAT, especialment diccionaris, per facilitar l'accés a la informació en suport paper, però en dificultava la interpretació. Amb l'adveniment de la informatització, l'accés telemàtic a les obres i les eines de cerca, va ser possible deixar de fer servir aquest criteri.